# الأرملة السوداء (مارفل كومكس)
الأرملة السوداء (بالروسية: Чёрная вдова)‏ هو اسم للعديد من الشخصيات الخيالية من مارفل كومكس، ظهرت الشخصية لأول مرة في شهر أغسطس من عام 1940، وتعد شخصية ناتاشا رومانوف أشهر تلك الشخصيات.